# Rhyncomya obtusa
Rhyncomya obtusa är en tvåvingeart som först beskrevs av Jacques-Marie-Frangile Bigot 1891.  Rhyncomya obtusa ingår i släktet Rhyncomya och familjen Rhiniidae. Inga underarter finns listade i Catalogue of Life.